# يوديد الكالسيوم
 يوديد الكالسيوم  مركب كيميائي له الصيغة CaI2 ،ويكون على شكل بلورات بيضاء إلى صفراء. يوجد المركب أيضاً على شكل سداسي هيدرات CaI2 . 6H2O

## الخواص
- ينحل مركب يوديد الكالسيوم في الماء بشكل جيد، وهو ينحل أيضاً في الأسيتون والكحول، إلا أنه لا ينحل في الإيثر.
- بلورات الشكل المائي (سداسي الهيدرات) تتسيل بالتماس مع الهواء، ويؤدي التعرض الطويل إلى تفككه وتحرر اليود، كما يحدث نفس الأمر بالتعرض للضوء.

## التحضير
يحضر مركب يوديد الكالسيوم من تفاعل حمض يوديد الهيدروجين مع كربونات الكالسيوم 
CaCO3 + 2HI → CaI2 + H2O + CO2
سرعان ما يتفاعل يوديد الكالسيوم مع ثنائي أكسيد الكربون والماء ويتحرر اليود، لذلك يظهر اللون الأصفر الشاحب في العينات.

## الاستخدامات
- يستخدم مركب يوديد الكالسيوم كمقشع.
- في الكيمياء التحليلية تدخل بلورات مركب يوديد الكالسيوم في بناء كواشف أجهزة المطيافيات.